# Сугурбай
Сугурбай (каз. Сүгірбай) — упразднённое село в Тайыншинском районе Северо-Казахстанской области Казахстана. Входило в состав Алаботинского сельского округа. Код КАТО — 596035500.  Упразднено в 2017 году.

## Население
В 1999 году население села составляло 216 человек (118 мужчин и 98 женщин). По данным переписи 2009 года, в селе проживало 65 человек (36 мужчин и 29 женщин).